# Restos de Nada
Restos de Nada foi a primeira banda de punk rock do Brasil, formada em 1978 na cidade de São Paulo.

## História
As origens da banda remontam o pré-punk brasileiro, mais precisamente na Turma da Carolina (turma roqueira da Vila Carolina, distrito do Limão), local onde o movimento punk brasileiro fez seus primeiros acordes. Criada durante a efervescência política da época, buscava no existencialismo uma razão de espantar seus fantasmas e transformar seus medos em atitudes contra o status quo imposto pelo regime militar que caçava impiedosamente seus inimigos.
O guitarrista Douglas Viscaino tocava numa banda-projeto que ele criou, chamada Organus e ensaiava na laje da casa do Pedrinho (baixo), ainda contava com Panza (bateria) e o Mario (vocais) da Vila Siqueira ou onde pudesse, e tocava blues e rock de sua autoria. A Organus foi permanecendo no meio roqueiro da Vila Carolina, apesar da aversão de todos, loucos por fitas e discos, à época.
Com sua aproximação com a turma da Carolina, Douglas convidou seu amigo e colega de escola Clemente para sua banda. Mais tarde, entrou Ariel e passaram a ensaiar na casa do Douglas com o baterista Carlos "Charles", outro roqueiro que comparecia às festas da turma da Carolina.
Charles tocava alguma coisa de violão, piano, além de bateria e era quem tinha melhor conhecimento musical naquele contexto pré-punk. Tinha uma formação musical mais apurada dentro da MPB engajada e, empolgado com a nova sonoridade do punk rock, decidiu participar dessa nova forma de se fazer rock'n’roll.
O som que embalava a galera no fim dos anos 1970 e início dos anos 1980 na região, eram bandas como The Stooges e MC5, que definiram o estilo do Restos de Nada.
Já tocando punk rock e com o nome de Restos de Nada, fizeram um show no Construção, na Vila Mazzei, um dos poucos salões de rock que existiam na época, no final de 1979, com o AI-5 e o N.A.I. (Nós Acorrentados no Inferno). Após esse show, Clemente sai da banda e vai tocar no N.A.I. e sugere que seu nome mude para Condutores de Cadáver. Irene assume o contrabaixo, e em 1980 participam do festival da extinta TV Tupi, o Olimpop.
No final de 1980, com a saída da baixista Irene e do baterista Charles, a banda se dissolveu.

### Rumos dos integrantes após o final da banda
Douglas, Ariel e Irene juntaram-se novamente para formar a banda Desequílibrio, ensaiando na Vila Carolina, às vezes na mesma garagem do grupo Juízo Final, também da Freguesia. O fim do Desequilíbrio coincide com a saída de Douglas e Irene do movimento punk e com a entrada do movimento para as mídias da época, com o evento O Começo do Fim do Mundo, no SESC Pompéia em novembro de 1982, e a entrada do Ariel para os Inocentes banda formada por Clemente e Callegari após o final da Condutores de Cadáver.
Douglas também criou uma banda instrumental nos anos 1980 chamada Peixe Solúvel, sem muita repercussão, e o Disciplina com uma sonoridade pós-punk, com Callegari, já ex-Inocentes, e se apresentaram várias vezes no Madame Satã. Mais adiante, formou com Irene, agora no vocal, a banda Alma de Andróide que seguiu no underground até o ano 2000.
Em 1988, Ariel forma a banda Invasores de Cérebros, na qual é o vocalista até hoje.

### Gravações e reuniões
Em 1987, Clemente, Charles, Ariel e Douglas se reuniram para gravar as músicas do Restos de Nada em um álbum homônimo, lançado pela Devil Discos. No final do álbum há um trecho de uma gravação do show no Construção de 1979, e da apresentação no Olimpop, na TV Tupi, em 1980.
Em 2001, Douglas e Ariel se reúnem novamente e a banda volta com Luiz no baixo e Cuga na bateria. Nesse mesmo ano lançam o álbum Restos de Nada II, que reúne gravações feitas com um gravador de K7 com a banda tocando ao vivo em um terreno baldio na Vila Carolina em São Paulo, em 20 de setembro de 1980, e quatro músicas inéditas ("Eu Tenho Medo", "Eles Vem e Vão!", "Opressores Não Mais!" e "Pré-História"), gravadas em julho de 2001 no estúdio Kuaker em São Paulo.
A banda existiu como um projeto, fazendo apresentações com o objetivo de resgatar uma época, mostrando para quem não viu, a intensidade do punk rock dos anos 1970, não pretendendo gravar material novo, além do gravado em 2001 e em 2007, já com Douglinhas no lugar de Cuga na bateria, lançam um DVD gravado ao vivo no Hangar 110 em São Paulo.
O Restos de Nada deixou um grande legado em termos de composição musical, com um diferencial existencialista e revolucionário nas letras e um som mais elaborado musicalmente, sendo referência para as bandas punks brasileiras que vieram a seguir.

### Falecimento
No dia 24 de fevereiro de 2013, foi noticiada a morte do fundador e guitarrista da banda Restos de Nada, foi postada na rede social da banda, a seguinte mensagem:
"É com dor indizível que a banda Restos de Nada comunica o falecimento de seu fundador e guitarrista Douglas Alves Viscaino. Descanse em paz, grande companheiro." Após isso a banda encerrou definitivamente as suas atividades.

## Membros
- Ariel Uliana - vocal
- Clemente Nascimento - baixo
- Charles - bateria
- Douglas Viscaino - guitarra

## Discografia
- Restos de Nada (LP, 1987, Devil Discos)
- Restos de Nada II (CD, 2001, Independente)

## Curiosidades
- Restos de Nada não possuía um líder, pelos ideais da banda, apesar de criada e fundada por Douglas Viscaino e tendo permanecido durante todas as formações, o mesmo nunca se considerou líder da banda.

- Em 1988, João Ferreira, produtor de vídeo, dirigiu o curta “Por um Punhado de Balas”, com roteiro criado por ele e por Douglas Viscaino, guitarrista e criador da Restos de Nada. O vídeo, uma paródia da série de TV: Além da imaginação, clássico do suspense, foi exibido no mesmo ano no Festival de Vídeos Santo André, nessa cidade do ABC paulista.

- Outra curiosidade é que Douglas tocou o solo da música "Adeus Carne" da banda Inocentes no álbum de mesmo nome numa participação especial em 1987.
- A música Classe Dominante, do Restos de Nada foi regravada pela banda Ratos de Porão no álbum Feijoada Acidente?[3] em 1995.[4]